# Населення Тринідаду і Тобаго
Населення Тринідаду і Тобаго. Чисельність населення країни 2015 року становила 1,222 млн осіб (160-те місце у світі). Чисельність остров'ян стабілізувалась і незначно зменшується, народжуваність 2015 року становила 13,46 ‰ (148-ме місце у світі), смертність — 8,56 ‰ (75-те місце у світі), природний приріст — −0,13 % (208-ме місце у світі) . 

## Природний рух

### Відтворення
Народжуваність на Тринідаді і Тобаго, станом на 2015 рік, дорівнює 13,46 ‰ (148-ме місце у світі). Коефіцієнт потенційної народжуваності 2015 року становив 1,71 дитини на одну жінку (171-ше місце у світі). Рівень застосування контрацепції 42,5 % (станом на 2006 рік).
Смертність на Тринідаді і Тобаго 2015 року становила 8,56 ‰ (75-те місце у світі).
Природний приріст населення в країні 2015 року був негативним і становив −0,13 % (депопуляція) (208-ме місце у світі).

### Вікова структура

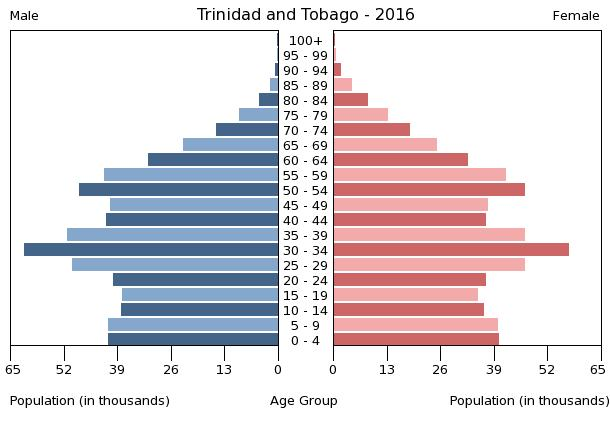
Віково-статева піраміда населення Тринідаду і Тобаго, 2016 рік

Середній вік населення Тринідаду і Тобаго становить 35,5 року (75-те місце у світі): для чоловіків — 35, для жінок — 36 років. Очікувана середня тривалість життя 2015 року становила 72,59 року (138-ме місце у світі), для чоловіків — 69,69 року, для жінок — 75,56 року.
Вікова структура населення Тринідаду і Тобаго, станом на 2015 рік, мала такий вигляд:
- діти віком до 14 років — 19,41 % (120 876 чоловіків, 116 336 жінок);
- молодь віком 15—24 роки — 12,59 % (79 949 чоловіків, 73 888 жінок);
- дорослі віком 25—54 роки — 46,59 % (295 970 чоловіків, 273 481 жінка);
- особи передпохилого віку (55—64 роки) — 11,59 % (70 466 чоловіків, 71 196 жінок);
- особи похилого віку (65 років і старіші) — 9,83 % (52 199 чоловіків, 68 001 жінка)[1].

### Шлюбність— розлучуваність
Коефіцієнт шлюбності, тобто кількість шлюбів на 1 тис. осіб за календарний рік, дорівнює 6,3; коефіцієнт розлучуваності — 2,2; індекс розлучуваності, тобто відношення шлюбів до розлучень за календарний рік — 35 (дані за 2005 рік).

## Розселення
Густота населення країни 2015 року становила 265,1 особи/км² (53-те місце у світі). Населення острова Тринідад концентрується в західній половині, острова Тобаго — північній.

### Урбанізація
Тринідад і Тобаго низькоурбанізована країна. Рівень урбанізованості становить 8,4 % населення країни (станом на 2015 рік), темпи зменшення частки міського населення — 1,2 % (оцінка тренду за 2010—2015 роки).
Головні міста держави: Порт-оф-Спейн (столиця) — 34,0 тис. осіб (дані за 2014 рік).

### Міграції
Річний рівень еміграції 2015 року становив 6,25 ‰ (199-те місце у світі). Цей показник не враховує різниці між законними і незаконними мігрантами, між біженцями, трудовими мігрантами та іншими.
Тринідад і Тобаго є членом Міжнародної організації з міграції (IOM).

## Расово-етнічний склад
| Етнічний склад (2011 рік) | Етнічний склад (2011 рік) | Етнічний склад (2011 рік) | Етнічний склад (2011 рік) | Етнічний склад (2011 рік) |
| ------------------------- | ------------------------- | ------------------------- | ------------------------- | ------------------------- |
| Етнос:                    |                           |                           | Відсоток:                 |                           |
| індійці                   | індійці                   |                           | 35.4%                     | 35.4%                     |
| африканці                 | африканці                 |                           | 34.2%                     | 34.2%                     |
| мішаного походження       | мішаного походження       |                           | 23%                       | 23%                       |
| інші                      | інші                      |                           | 7.5%                      | 7.5%                      |

Головні етноси країни: індійці — 35,4 %, африканці — 34,2 %, мішаного походження — 15,3 %, мішаного походження (африкано-індійці) — 7,7 %, інші — 7,5 % населення (оціночні дані за 2011 рік).

## Мови
| Мови Тринідаду і Тобаго (2015 рік) | Мови Тринідаду і Тобаго (2015 рік) | Мови Тринідаду і Тобаго (2015 рік) | Мови Тринідаду і Тобаго (2015 рік) | Мови Тринідаду і Тобаго (2015 рік) |
| ---------------------------------- | ---------------------------------- | ---------------------------------- | ---------------------------------- | ---------------------------------- |
| Мова:                              |                                    |                                    | Відсоток:                          |                                    |
| англійська                         | англійська                         |                                    | %                                  | %                                  |
| гіндустані                         | гіндустані                         |                                    | %                                  | %                                  |
| французька                         | французька                         |                                    | %                                  | %                                  |
| іспанська                          | іспанська                          |                                    | %                                  | %                                  |
| китайська                          | китайська                          |                                    | %                                  | %                                  |

Офіційна мова: англійська. Інші поширені мови: карибський гіндустані, французька, іспанська, китайська.

## Релігії
| Релігії на Тринідаді і Тобаго (2012 рік) | Релігії на Тринідаді і Тобаго (2012 рік) | Релігії на Тринідаді і Тобаго (2012 рік) | Релігії на Тринідаді і Тобаго (2012 рік) | Релігії на Тринідаді і Тобаго (2012 рік) |
| ---------------------------------------- | ---------------------------------------- | ---------------------------------------- | ---------------------------------------- | ---------------------------------------- |
| Віросповідання:                          |                                          |                                          | Відсоток:                                |                                          |
| протестанти                              | протестанти                              |                                          | 32.1%                                    | 32.1%                                    |
| католики                                 | католики                                 |                                          | 21.6%                                    | 21.6%                                    |
| індуїсти                                 | індуїсти                                 |                                          | 18.2%                                    | 18.2%                                    |
| мусульмани                               | мусульмани                               |                                          | 5%                                       | 5%                                       |
| свідки Єгови                             | свідки Єгови                             |                                          | 1.5%                                     | 1.5%                                     |
| інші                                     | інші                                     |                                          | 8.4%                                     | 8.4%                                     |
| атеїсти                                  | атеїсти                                  |                                          | 2.2%                                     | 2.2%                                     |
| агностики                                | агностики                                |                                          | 11.1%                                    | 11.1%                                    |

Головні релігії й вірування, які сповідує, і конфесії та церковні організації, до яких відносить себе населення країни: протестантизм — 32,1 % (п'ятидесятництво та інші євангелісти — 12 %, баптизм — 6,9 %, англіканство — 5,7 %, адвентизм — 4,1 %, пресвітеріанство — 2,5 %, інші течії протестантизму — 0,9 %), римо-католицтво — 21,6 %, індуїзм — 18,2 %, іслам — 5 %, свідки Єгови — 1,5 %, інші — 8,4 %, не сповідують жодної — 2,2 %, не визначились — 11,1 % (станом на 2011 рік).

## Освіта
Рівень письменності 2015 року становив 99 % дорослого населення (віком від 15 років): 99,2 % — серед чоловіків, 98,7 % — серед жінок. (135-те місце у світі).

## Охорона здоров'я
Забезпеченість лікарями у країні на рівні 1,18 лікаря на 1000 мешканців (станом на 2007 рік). Забезпеченість лікарняними ліжками в стаціонарах — 2,7 ліжка на 1000 мешканців (станом на 2012 рік). Загальні витрати на охорону здоров'я 2014 року становили 5,9 % ВВП країни (131-ше місце у світі).
Смертність немовлят до 1 року, станом на 2015 рік, становила 23,9 ‰ (72-ге місце у світі); хлопчиків — 25,11 ‰, дівчаток — 22,66 ‰. Рівень материнської смертності 2015 року становив 63 випадків на 100 тис. народжень (112-те місце у світі).
Тринідад і Тобаго входить до складу ряду міжнародних організацій: Міжнародного руху (ICRM) і Міжнародної федерації товариств Червоного Хреста і Червоного Півмісяця (IFRCS), Дитячого фонду ООН (UNISEF), Всесвітньої організації охорони здоров'я (WHO).

### Захворювання
Станом на серпень 2016 року в країні були зареєстровані випадки зараження вірусом Зіка через укуси комарів Aedes, переливання крові, статевим шляхом, під час вагітності. 2012 року було зареєстровано 14,0 тис. хворих на СНІД (90-те місце у світі), це 1,65 % населення в репродуктивному віці 15—49 років (30-те місце у світі). Смертність 2014 року від цієї хвороби становила приблизно 700 осіб (74-те місце у світі).
Частка дорослого населення з високим індексом маси тіла 2014 року становила 32,3 % (31-ше місце у світі).

### Санітарія
Доступ до облаштованих джерел питної води 2015 року мало 95,1 % населення в містах і 95,1 % в сільській місцевості; загалом 95,1 % населення країни. Відсоток забезпеченості населення доступом до облаштованого водовідведення (каналізація, септик): в містах — 91,5 %, в сільській місцевості — 91,5 %, загалом по країні — 91,5 % (станом на 2015 рік). Споживання прісної води, станом на 2005 рік, дорівнює 0,23 км³ на рік, або 177,9 тонни на одного мешканця на рік: з яких 67 % припадає на побутові, 25 % — на промислові, 8 % — на сільськогосподарські потреби.

## Соціально-економічне становище
Співвідношення осіб, що в економічному плані залежать від інших, до осіб працездатного віку (15—64 роки) загалом становить 43,2 % (станом на 2015 рік): частка дітей — 29,8 %; частка осіб похилого віку — 13,5 %, або 7,4 потенційно працездатного на 1 пенсіонера. Загалом ці показники характеризують рівень потреби державної допомоги в секторах освіти, охорони здоров'я і пенсійного забезпечення, відповідно. За межею бідності 2007 року перебувало 17 % населення країни. Дані про розподіл доходів домогосподарств у країні відсутні.
Станом на 2012 рік, у країні 12,45 тис. осіб не має доступу до електромереж; 99,8 % населення має доступ, у містах цей показник дорівнює 100 %, у сільській місцевості — 99 %. Рівень проникнення інтернет-технологій високий. Станом на липень 2015 року в країні налічувалось 846 тис. унікальних інтернет-користувачів (126-те місце у світі), що становило 69,2 % загальної кількості населення країни.

### Трудові ресурси
Загальні трудові ресурси 2015 року становили 626,4 тис. осіб (154-те місце у світі). Зайнятість економічно активного населення у господарстві країни розподіляється таким чином: аграрне, лісове і рибне господарства — 3,8 %; промисловість, у тому числі й видобувна — 12,8 %; будівництво — 20,4 %; сфера послуг — 62,9 % (станом на 2007 рік). 1,20 тис. дітей у віці від 5 до 14 років (1 % загальної кількості) 2006 року були залучені до дитячої праці. Безробіття 2015 року дорівнювало 3,5 % працездатного населення, 2014 року — 3,3 % (30-те місце у світі); серед молоді у віці 15—24 років ця частка становила 9,2 %, серед юнаків — 7,7 %, серед дівчат — 11,4 % (98-ме місце у світі).

## Кримінал

### Наркотики

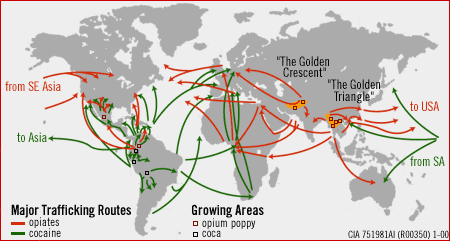
Світові маршрути наркотрафіку

Перевалочний пункт для південноамериканських наркотиків, що прямують до США і Європи; внутрішнє виробництво марихуани.

### Торгівля людьми
Згідно зі щорічною доповіддю про торгівлю людьми (англ. Trafficking in Persons Report) Управління з моніторингу та боротьби з торгівлею людьми Державного департаменту США, уряд Тринідаду і Тобаго докладає значних зусиль у боротьбі з явищем примусової праці, сексуальної експлуатації, незаконною торгівлею внутрішніми органами, але не повною мірою, країна перебуває у списку спостереження другого рівня.

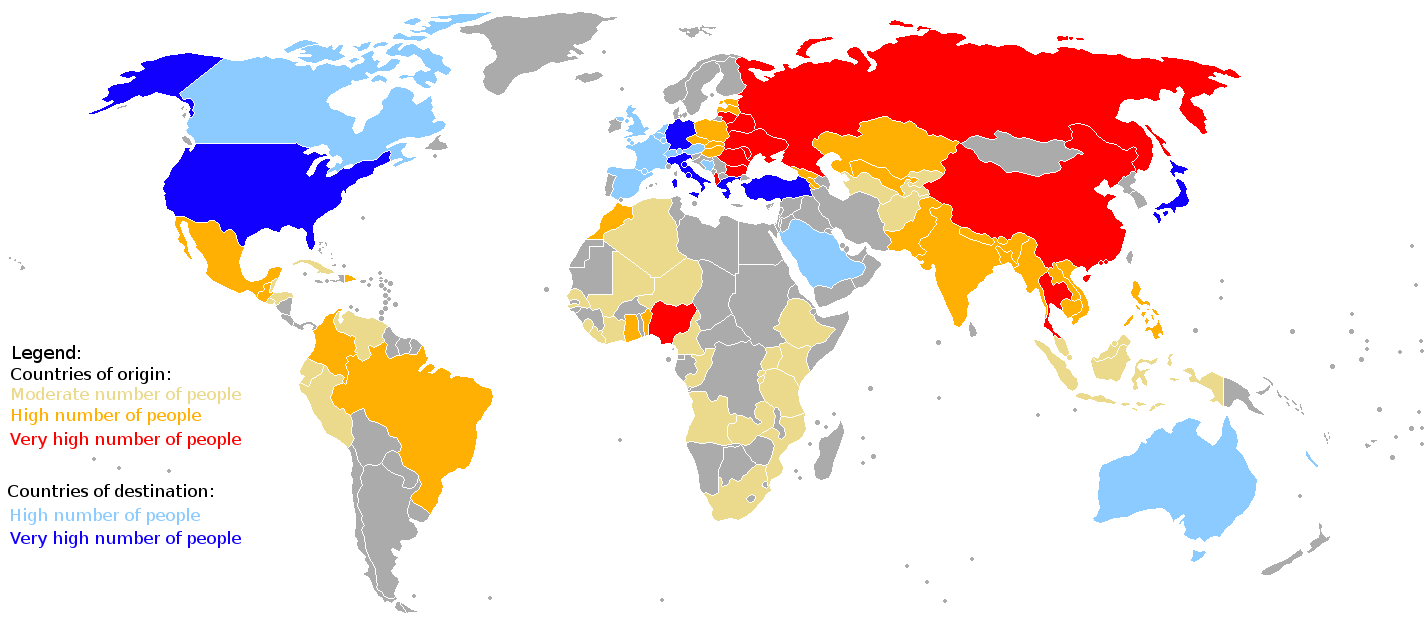
Країни-донори (червоний) і країни-реципієнти кримінальних потоків  (англ.)
Глобальна боротьба з торгівлею людьми (англ.)

## Гендерний стан
Статеве співвідношення (оцінка 2015 року):
- при народженні — 1,03 особи чоловічої статі на 1 особу жіночої;
- у віці до 14 років — 1,04 особи чоловічої статі на 1 особу жіночої;
- у віці 15—24 років — 1,08 особи чоловічої статі на 1 особу жіночої;
- у віці 25—54 років — 1,08 особи чоловічої статі на 1 особу жіночої;
- у віці 55—64 років — 0,99 особи чоловічої статі на 1 особу жіночої;
- у віці за 64 роки — 0,77 особи чоловічої статі на 1 особу жіночої;
- загалом — 1,03 особи чоловічої статі на 1 особу жіночої[1].

## Демографічні дослідження
Демографічні дослідження в країні ведуться рядом державних і наукових установ:

### Українською
- Атлас. 10-11 клас. Економічна і соціальна географія світу / упорядники :  О. Я. Скуратович, Н. І. Чанцева. — К. : ДНВП «Картографія», 2010. — ISBN 978-966-475-639-3.
- Атлас світу / голов. ред. І. С. Руденко ; зав. ред. В. В. Радченко ; відп. ред. О. В. Вакуленко. — К. : ДНВП «Картографія», 2005. — 336 с. — ISBN 9666315467.
- Безуглий В. В. Економічна і соціальна географія зарубіжних країн : Навчальний посібник. — К. : ВЦ «Академія», 2007. — 704 с. — ISBN 978-966-580-239-6.
- Безуглий В. В., Козинець С. В. Регіональна економічна і соціальна географія світу : Навчальний посібник. — видання 2-ге, доп., перероб. — К. : ВЦ «Академія», 2007. — 688 с. — ISBN 966-580-144-9.
- Головченко В. І., Кравчук О. Країнознавство: Азія, Африка, Латинська Америка, Австралія і Океанія. — К., 2006. — 335 с. — ISBN 966-8939-04-2.
- Гудзеляк І. І. Географія населення: Навчальний посібник / І. Гудзеляк. — Л. : Видавничий центр ЛНУ імені Івана Франка, 2008. — 232 с. — ISBN 978-966-613-599-8.
- Дахно І. І. Країни світу: Енциклопедичний довідник / І. І. Дахно, С. М. Тимофієв. — К. : Мапа, 2011. — 606 с. — (Бібліотека нового українця) — ISBN 978-966-8804-23-6.
- Дахно І. І. Економічна географія зарубіжних країн : навчальний посібник. — К. : Центр учбової літератури, 2014. — 319 с. — ISBN 978-611-01-0682-5.
- Джаман В. О. Регіональні системи розселення: демографічні аспекти. — Чернівці : Рута, 2003. — 392 с. — ISBN 9665685988.
- Дорошенко Л. С. Демографія: Навчальний посібник. — К. : МАУП, 2005. — 112 с. — ISBN 966-608-442-2.
- Дубович І. А. Країнознавчий словник-довідник. — 5-те вид., перероб. і доп. — К. : Знання, 2008. — 839 с. — ISBN 978-966-346-330-8.
- Економічна і соціальна географія країн світу. Навчальний посібник / За ред. Кузика С. П. — Л. : Світ, 2002. — 672 с. — ISBN 966-603-178-7.
- Загальна медична географія світу / В. О. Шевченко [та ін.] — К. : [б.в.], 1998. — 178 с.
- Книш М. М., Мамчур О. І. Регіональна економічна і соціальна географія світу (Латинська Америка та Карибські країни, Африка, Азія, Океанія) : навч. посіб. — Л. : ЛНУ ім. Івана Франка, 2013. — 368 с. — ISBN 978-617-10-0007-0.
- Крисаченко В. С. Динаміка населення: Популяційні, етнічні та глобальні виміри. — К. : Видавництво Національного інституту стратегічних досліджень, 2005. — 368 с. — ISBN 966-554-083-1.
- Кузик С. П., Книш М. М. Економічна і соціальна географія країн Америки : навч. посіб. — Л. : ЛНУ ім. Івана Франка, 1999. — 299 с. — ISBN 966-613-026-2.
- Любіцева О. О., Мезенцев К. В., Павлов С. В. Географія релігій. — К. : АртЕК, 1999. — 504 с. — ISBN 966-505-006-0.
- Масляк П. О. Країнознавство. — К. : Знання, 2007. — 292 с. — (Вища освіта XXI століття)
- Масляк П. О., Дахно І. І. Економічна і соціальна географія світу / П. О. Масляк, І. І. Дахно ; за ред. П. О. Масляка. — К. : Вежа, 2003. — 280 с. — ISBN 966-7091-53-8.

### Російською
- (рос.) Тринидад и Тобаго // Демографический энциклопедический словарь / главн. ред. Валентей Д. И. — М. : Советская энциклопедия, 1985. — 608 с.
- (рос.) Тринидад и Тобаго // Латинская Америка. Энциклопедический справочник [в 2-х тт.] / Главный редактор В. В. Вольский. — М. : Советская энциклопедия, 1982. — Т. 2. К-Я. — 656 с.
- (рос.) Тринидад и Тобаго // Страны и народы. Америка. Общий обзор Латинской Америки. Средняя Америка / Редкол. : отв. ред. В. В. Вольский, Я. Г. Машбиц и др. — М. : «Мысль», 1981. — 333 с. — (Страны и народы) — 180 тис. прим.
- (рос.) Атлас народов мира / Отв. ред. С. И. Брук и В. С. Апенченко. — М. : ГУГК ГГК СССР и Институт этнографии им. Н. Н. Миклухо-Маклая АН СССР, 1964. — 185 с. — 20 тис. прим.
- (рос.) Численность и расселение народов мира. Этнографические очерки / под ред. С. И. Брука. — М. : Издательство АН СССР, 1962. — 487 с.
- (рос.) Лаппо Г. М. География городов: Учебное пособие для географических факультетов вузов. — М. : Туманит, изд. центр ВЛАДОС, 1997. — 476 с. — ISBN 5-691-00047-0.
- (рос.) Ягельский А. География населения. — М. : Прогресс, 1980. — 383 с.